# Georg Knaack
Georg Friedrich Wilhelm Knaack (* 15. November 1857 in Angermünde; † 29. November 1905 in Stettin) war ein deutscher Klassischer Philologe und Gymnasiallehrer.

## Leben
Der Sohn eines Lehrers studierte nach dem Abitur, das er 1876 in Stettin ablegte, Klassische Philologie an der Universität Greifswald. Hier war er ein früher Schüler Ulrich von Wilamowitz-Moellendorffs, von dem er bis an sein Lebensende zahlreiche Anregungen empfing. Nach dem Lehramtsexamen und der Promotion 1880 ging er als Lehrer an das Stettiner Marienstiftsgymnasium, wo er 1897 zum Oberlehrer befördert wurde. 1898 wurde ihm der Titel „Professor“ verliehen. In diesem Jahr erhielt er auf Empfehlung von Hermann Diels auch ein Reisestipendium des Deutschen Archäologischen Instituts.
Neben seiner Lehrtätigkeit verfasste Knaack zahlreiche Schriften zur griechischen Religion und Mythologie und zur hellenistischen und kaiserzeitlichen Literatur, angefangen bei seiner Greifswalder Dissertation Analecta Alexandrino-Romana (1880). Auch für die Neubearbeitung von Paulys Realencyclopädie der classischen Altertumswissenschaft lieferte er bis zu seinem frühen Tode zahlreiche Artikel.

## Schriften (Auswahl)
- Analecta Alexandrino-Romana. Greifswald 1880 (Dissertation, Digitalisat)
- Quaestiones Phaethonteae. Berlin 1886 (Digitalisat).
- Callimachea. Stettin 1887 (Digitalisat).